# Liste der Gouverneure der Central River Region
Die Liste der Gouverneure der Central River Region listet die Regional-Gouverneure, also die obersten Vertreter der Regierung, in der Central River Region des westafrikanischen Staates Gambia.

## Liste
Aufgrund der Quellenlage ist die Liste unvollständig und wird stetig ergänzt.
| Zeitraum  | Amtsinhaber in der Central River Region |
| --------- | --------------------------------------- |
| –2001     | Cherno Barra Touray (* 1944)            |
| 2001–     | Almamy Touray                           |
| –2007     | Amulie Janneh (1935–2009)               |
| 2007–2014 | Ganyie Touray (* 1950)                  |
| 2014–2017 | Omar Khan                               |
| 2017–2019 | Sulayman Barry                          |
| 2019–2022 | Sheriff Abba Sanyang                    |
| 2022–2024 | Ousman Bah                              |
| ab 2024   | Musa Mbye                               |

Nicht enthalten in der Liste: Sulayman Masanneh Ceesay (1939–2015), er diente als Divisional Commissioner allen fünf Divisionen (heute Regionen). Der Zeitraum ist noch unbelegt.